# جاروب نپتون

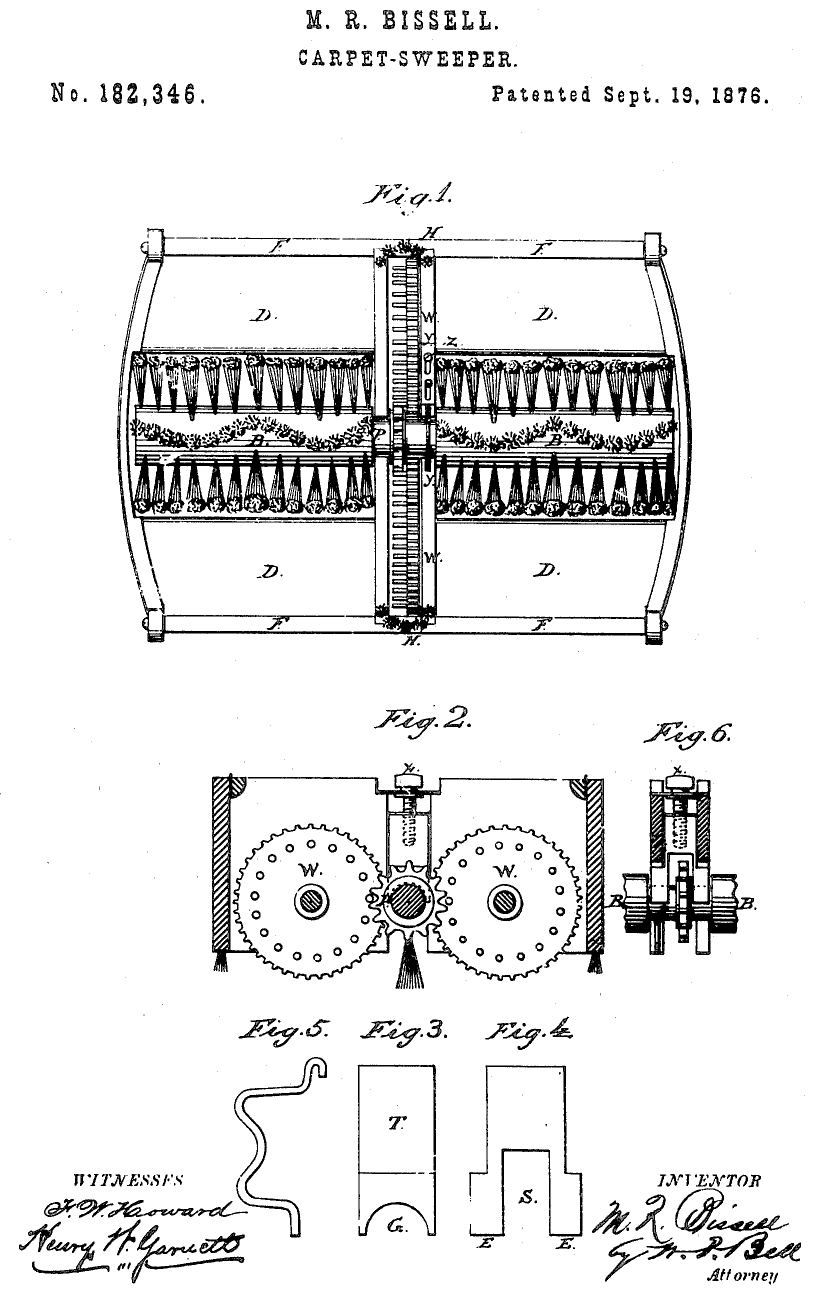
نقشه نخستین جارو دستی که در سال ۱۸۷۶ اختراع شد.

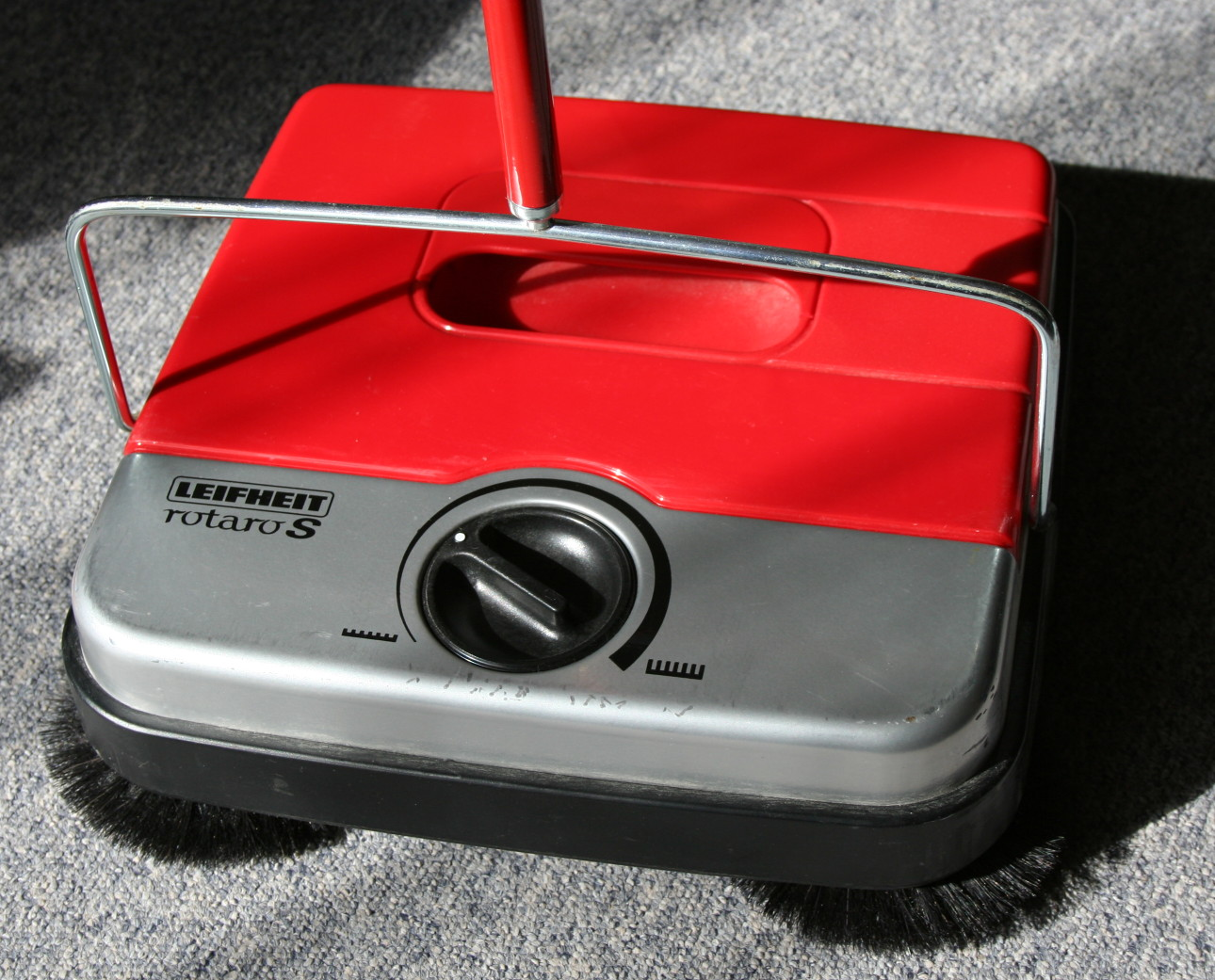
یک جارو دستی روتارو.

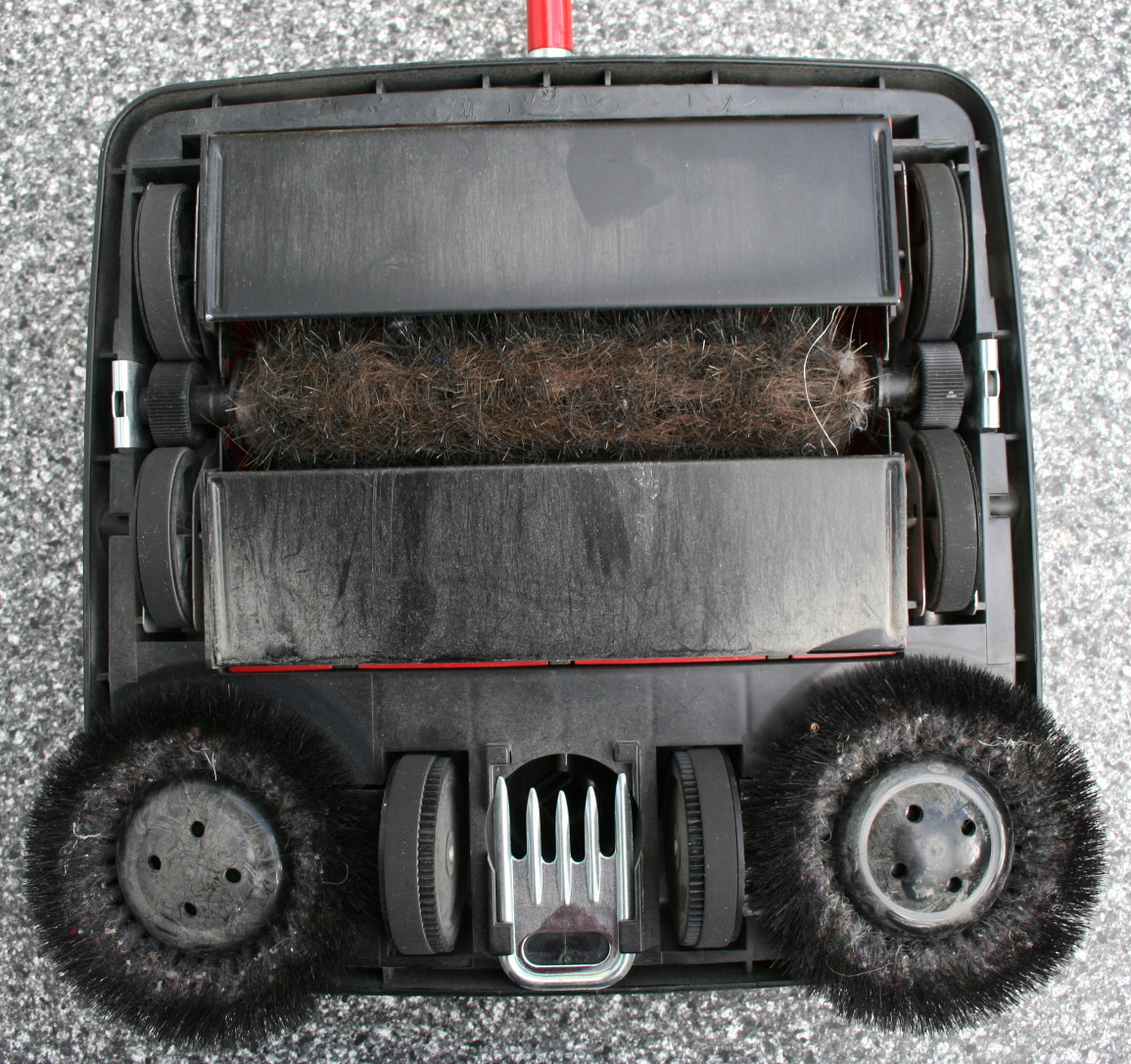
نمایی از درون جارو روتارو که دارای دو برس حلقه‌ای و یک برس میله‌ای برای پاکسازی بیشتر.

جارو دستی یا جارو نپتون (به انگلیسی: Carpet sweeper) یک دستگاه مکانیکی برای تمیز کردن فرش و موکت است. این نوع جاروها پیش از اختراع جاروبرقی محبوب بودند، ولی امروز تا حد زیادی کاربرد و محبوبیت پیشین خود را ازدست داده‌اند. با این وجود، استفاده از آن‌ها در بسیاری از مجموعه‌های خانگی و تجاری همچنان ادامه دارد، زیرا سبک و بی صدا هستند و به کاربران امکان می‌دهد بدون ایجاد مزاحمت برای مراجعه کنندگان، بیماران، نوزادان و حیوانات خانگی، زباله‌ها و آلودگی‌های کوچک را به سرعت از سطح زمین پاک کند و چون برای کار کردن به برق نیازی ندارند همچنان پرکاربرد هستند.

## کارکرد
جارو دستی‌ها معمولاً از یک جعبه کوچک تشکیل شده‌است. بخش زیرین جعبه دارای غلتک و برس است که توسط کمربند یا چرخ دنده به هم متصل می‌شوند. همچنین یک ظرف برای خاکروبه وجود دارد. چیدمان به گونه ای است که، هنگامی که در امتداد یک خط رانده می‌شود، غلتک‌ها می‌چرخند و برس‌ها را مجبور به چرخش می‌کنند. برس‌ها خاک و گرد و غبار را از کف به داخل ظرف می‌ریزند.

## پیشینه
طرح این جارو نخستین بار توسط «ملویل آر بیسل» از گرند رپیدز، میشیگان، ایالات متحده، در سال ۱۸۷۶ ثبت اختراع شد. بیسل در سال ۱۸۸۳ فروش دستگاه‌های جارو دستی را آغاز کرد. آن‌ها پس از فروش اولین مدل Ewbank در سال ۱۸۸۹ در انگلستان مشهور شدند. نسخه‌های جدید مجهز به پیشرانه در اوایل قرن ۲۰ با باتری‌های قابل شارژ و یک موتور الکتریکی برای چرخش غلتک‌ها و برس‌ها طراحی شده‌اند.